# 佟晓玲
佟晓玲（1962年1月—），女，北京人，中华人民共和国政治人物、外交官，曾任中华人民共和国外交部驻香港特别行政区特派员公署副特派員和中华人民共和国驻温哥华总领事。

## 生平
1985年，进入中华人民共和国外交部工作，先后在外交部亚洲司、驻新加坡商务代表处、驻新加坡大使馆任职。1998年，任常驻联合国代表团参赞。2001年，任驻菲律宾大使馆参赞。2003年，挂职中共云南省文山壮族苗族自治州州委副书记。2004年，任外交部办公厅参赞。2006年，任外交部亚洲司参赞。2007年3月，出任中华人民共和国驻文莱达鲁萨兰国特命全权大使。2009年，任外交部大使。2010年8月，出任中华人民共和国驻东盟大使。2012年，随任驻斐济大使馆参赞。2014年，任外交部驻香港特派员公署副特派员。2017年11月，出任中华人民共和国驻温哥华总领事。2022年7月，自驻温哥华总领事离任。
2023年2月17日，加拿大环球邮报报道佟晓玲在加拿大干涉地方选举，并吹嘘自己为击败包括趙錦榮在内的保守党议员出力。

## 家庭
已婚，丈夫是外交官黄勇。